# 起居間

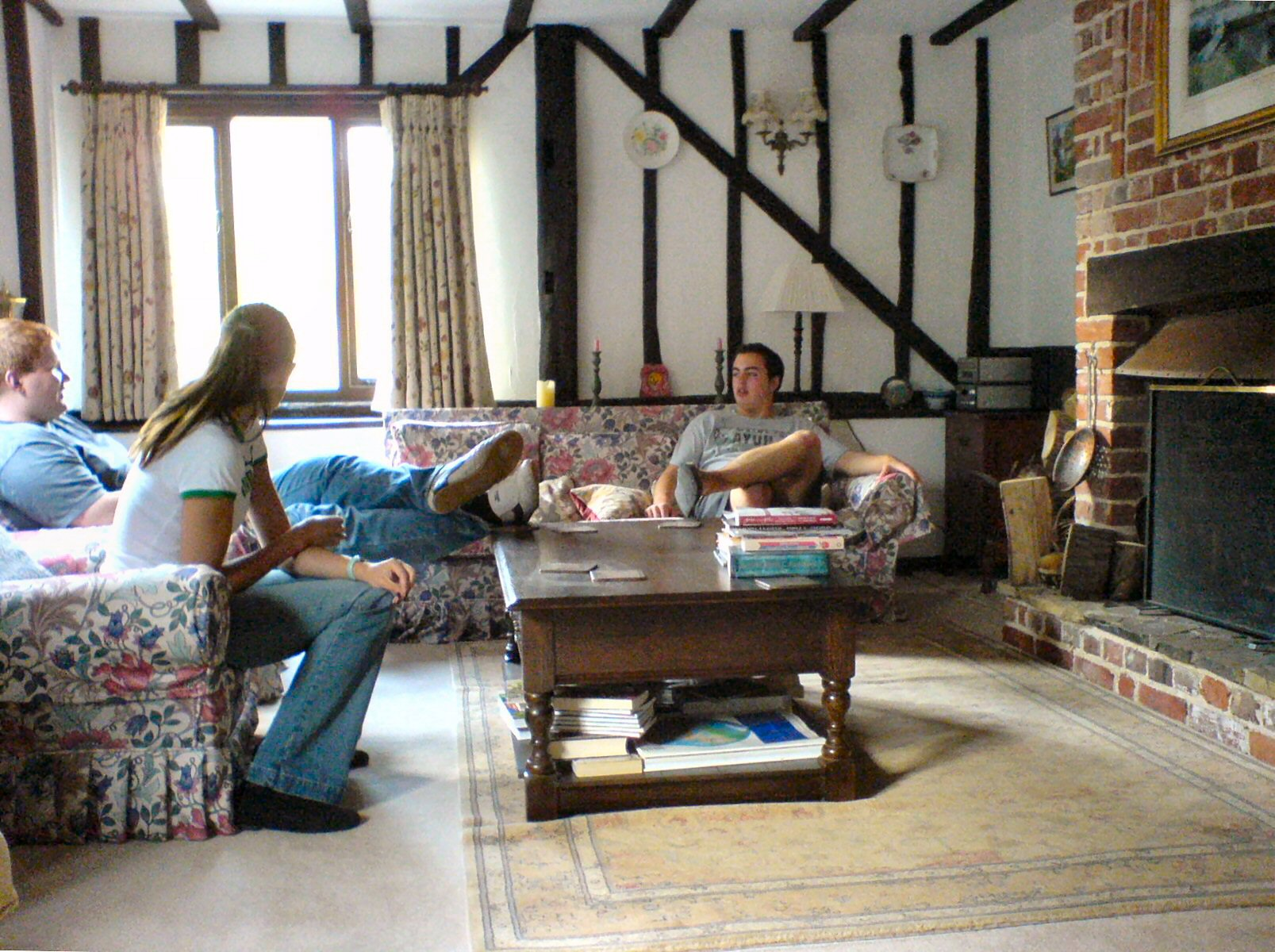
位于英国一间私宅内的起居室。

起居間、起居室是指可供家人進行一般生活休閒，一般來說並不具有接待客人的功能，亦用作家人家族团聚等，因此起居室是家庭中的主要作息、休闲和娱乐场所。歐式建築主臥室外間亦有一小起居室(Sitting room)。在中國傳統大宅，起居室即後堂或內廳；而一些較小型的住宅由於空間局限，起居室和客廳的功能常合而為一，亦兼作佛堂以為祭祀祖先或神明。

## 另見
- 客廳